# Agência Brasileira de Desenvolvimento Industrial
A Agência Brasileira de Desenvolvimento Industrial (ABDI) é um serviço social autônomo, pessoa jurídica de direito privado, sem fins lucrativos, de interesse coletivo e de utilidade pública. Desde janeiro de 2005, quando da publicação do decreto que a institui, a ABDI se constituiu como uma instância de formulação e execução de ações que contribuem para o desenvolvimento do setor produtivo nacional. Atualmente, concentra suas atividades no apoio à transformação digital das empresas brasileiras. Para isso, firma parcerias com entes públicos e privados, como prefeituras, universidades e institutos de inovação, com o objetivo de fomentar ecossistemas de inovação. 

## História
A ABDI foi criada por meio da Lei nº 11.080, de 30 de dezembro de 2004, e regulamentada pelo Decreto nº 5.352, de 24 de janeiro de 2005, para apoiar o desenvolvimento industrial brasileiro. Atualmente, a Agência tem como missão executar programas e projetos voltados à transformação digital do setor produtivo e assim contribuir com o processo de digitalização da economia nacional.
A ABDI é um Serviço Social Autônomo, ou seja, compõe o rol de entidades do Sistema S. É uma entidade de natureza privada, com autonomia administrativa, criada por lei para promover e executar ações voltadas ao desenvolvimento industrial. Pode atuar em cooperação com o poder público, mas não integra a administração pública direta ou indireta.
Possui um contrato de gestão, com objetivos e metas definidos, com o governo federal, atualmente, por meio do Ministério do Desenvolvimento, Indústria, Comércio e Serviços (MDIC). A ABDI também desenvolve projetos e programas em parceria com outros entes das três esferas da administração pública: federal, estadual e municipal com o intuito de promover o aumento da maturidade digital do setor produtivo brasileiro de forma sustentável e contribuir para o aumento da maturidade digital do setor produtivo por meio da qualificação e execução de políticas e ações estratégicas
A ABDI tem seu orçamento baseado na arrecadação da Contribuição de Intervenção no Domínio Econômico (CIDE). O recurso tem a mesma origem do que é destinado a outros dois órgãos do Sistema S: Sebrae e Apex-Brasil. Do total recolhido com a CIDE, 85,75% são direcionados ao Sebrae; 12,25% à Apex-Brasil e 2% à ABDI. A ABDI presta contas anualmente ao Tribunal de Contas da União (TCU).
O Planejamento Estratégico da ABDI norteia a atuação da agência a cada quatro anos e define objetivos e resultados de médio e longo prazos. O foco desse instrumento é garantir que as ações da ABDI contribuam efetivamente para o desenvolvimento do setor produtivo nacional.
A Diretoria Executiva da ABDI é nomeada por ato do Presidente da República e composta por um presidente e dois diretores. 
O ingresso na ABDI é feito por meio de processo seletivo, publicados no Diário Oficial da União (DOU) de acordo com a necessidade funcional e sob o regime da Consolidação das Leis do Trabalho (CLT).
Atualmente, a Agência se dedica exclusivamente a disseminar a cultura da digitalização da economia, por meio do incentivo à adoção de tecnologias inovadoras, especialmente, em processos produtivos, de modo a impactar positivamente a produtividade e a competitividade dos negócios brasileiros.